# Кейриш
Кейриш (порт. Queiriz)  —  район (фрегезия) в Португалии,  входит в округ Гуарда. Является составной частью муниципалитета  Форнуш-де-Алгодреш. Находится в составе крупной городской агломерации Большое Визеу. По старому административному делению входил в провинцию Бейра-Алта. Входит в экономико-статистический  субрегион Серра-да-Эштрела, который входит в Центральный регион. Население составляет 293 человека на 2001 год. Занимает площадь 10,99 км².
Покровителем района считается Сеньора-душ-Вердеш (порт. Senhora dos Verdes). 